# 工藤慎作
工藤 慎作（くどう しんさく、2004年11月10日 - ）は、早稲田大学競走部所属の陸上競技選手である。千葉県船橋市出身。

## 経歴

### 高校時代
八千代松陰高等学校3年時の全国高校駅伝で総合3位に貢献した。

### 大学時代

#### 大学1年時
出雲駅伝では4区を走り、区間9位だった。全日本大学駅伝でも4区を出走したが区間13位に終わった。箱根駅伝では山登りの5区を任され、区間6位だった。

#### 大学2年時
出雲駅伝では最終6区を走り、区間2位だった。全日本大学駅伝でも最終区間である8区を走り、区間3位となった。箱根駅伝では山登り5区に起用され、3人を抜き区間2位の走りで往路3位に貢献した。また、早稲田大学は総合4位に入った。第28回日本学生ハーフマラソンでは優勝した。

### 大学3年時
7月のワールドユニバーシティゲームズではハーフマラソンに出場し、大会新記録で優勝。団体の部でも金メダルを獲得した。

## 戦績・記録

### 大学三大駅伝戦績
| 学年               | 出雲駅伝                    | 全日本大学駅伝               | 箱根駅伝                          |
| ------------------ | --------------------------- | ---------------------------- | --------------------------------- |
| 1年生 （2023年度） | 第35回 4区-区間9位 18分04秒 | 第55回 4区-区間13位 35分36秒 | 第100回 5区-区間6位 1時間12分12秒 |
| 2年生 （2024年度） | 第36回 6区-区間2位 29分35秒 | 第56回 8区-区間3位 58分12秒  | 第101回 5区-区間2位 1時間09分31秒 |

## 自己ベスト
- 5000m - 13分56秒60（2023年4月2日：第56回東京六大学対校陸上競技大会）
- 10000m - 28分31秒87（2023年5月11日：第102回関東学生陸上競技対校選手権大会）
- ハーフマラソン - 1時間00分06秒（2025年2月2日：第77回香川丸亀国際ハーフマラソン）